# Pamialluk
Pamialluk (danska: Sedlevik Ø) är en ö i Nanortalik på Grönland. Dess yta är 206 km2. Den hade inga invånare år 2005.